# Blacherne

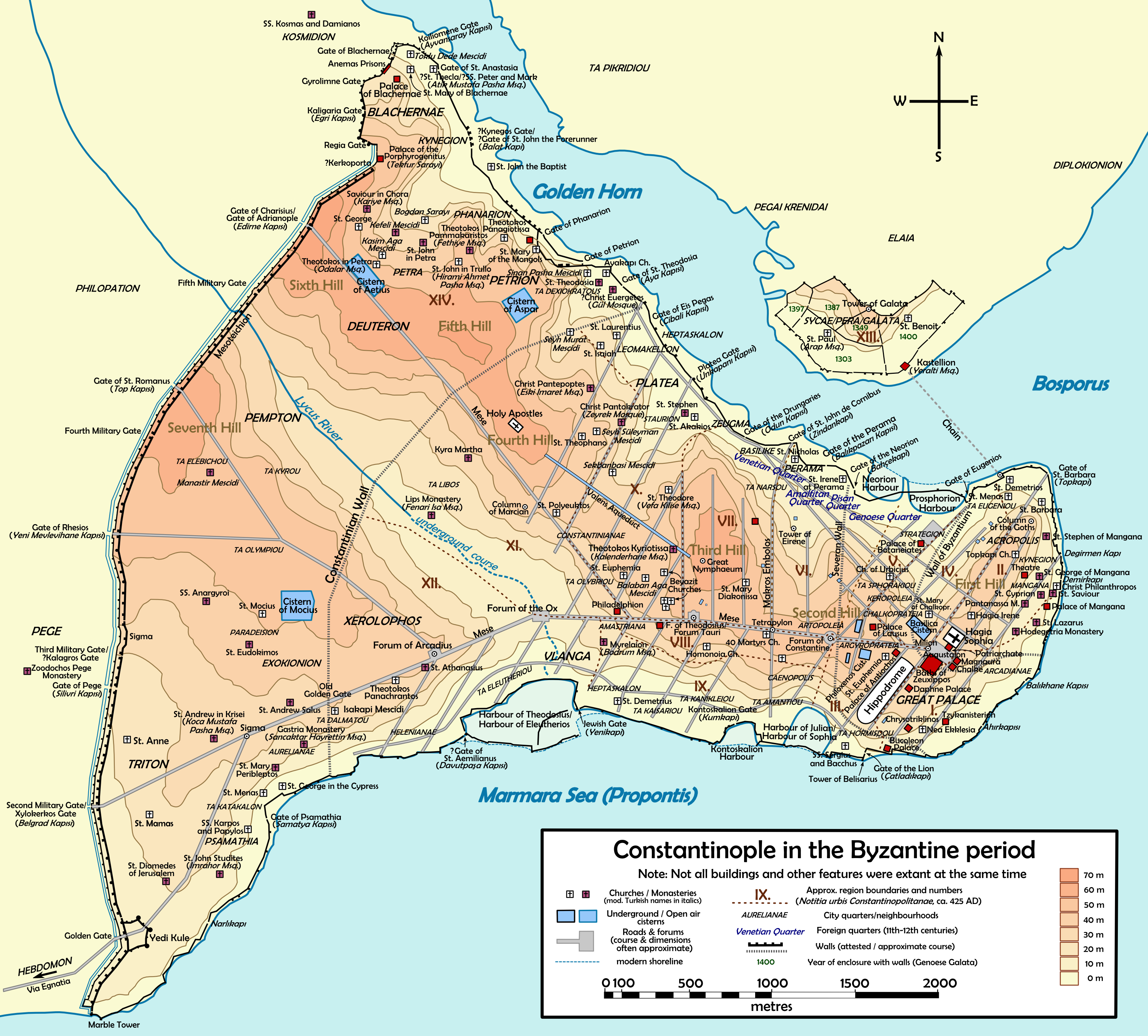
Le Blacherne occupavano la parte nord-ovest della città di Costantinopoli

Le Blacherne (in greco bizantino: Βλαχέρναι; in latino Blachernae) erano uno dei quartieri di Costantinopoli, capitale dell'Impero bizantino. Situate nella parte nord-ovest della città e sviluppatesi attorno a una fonte d'acqua ritenuta sacra, ospitavano diversi importanti edifici, tra cui la chiesa di Santa Maria delle Blacherne e il palazzo delle Blacherne.

## Etimologia
Il nome "Blacherne" viene menzionato per la prima volta in un'opera di Teofane Confessore in relazione a una rivolta di Flavio Vitaliano contro l'imperatore Anastasio I del 513.
L'ipotesi oggi ritenuta più probabile dagli storici sull'origine del toponimo è che derivi dal termine "Valacchi" (in greco: Βλάχοι). Varie fonti bizantine, tra cui Genesio e la Suda, parlano infatti di una piccola colonia valacca stabilitasi nella zona a nord-ovest di Costantinopoli e formata da rifugiati provenienti dalla Dobrugia e dal resto del basso corso del Danubio.

## Periodo bizantino

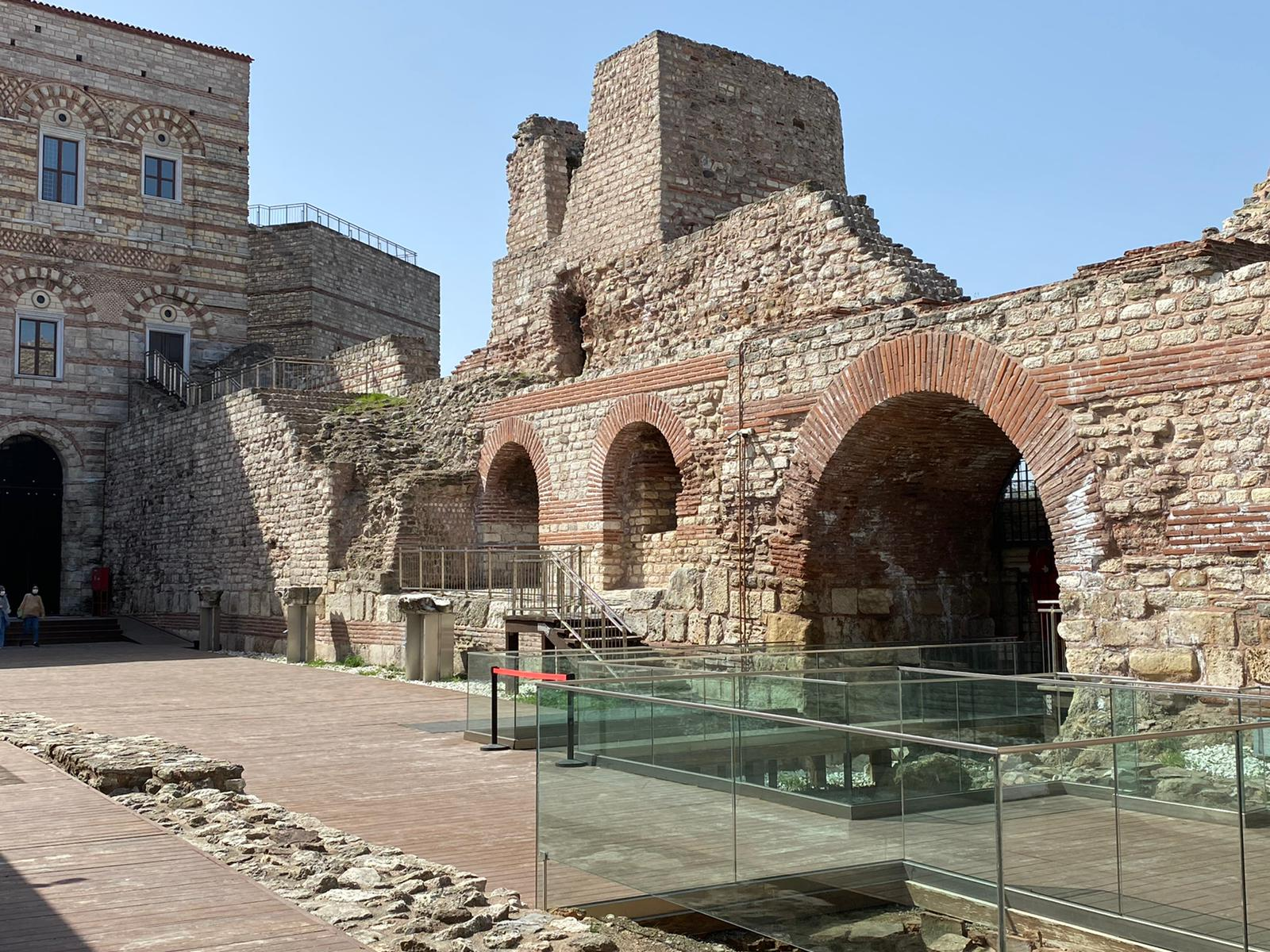
Resti del palazzo delle Blacherne

La zona delle Blacherne è indicata come regio XIV nella Notitia Urbis Constantinopolitanae del V secolo, in cui era anche scritto che l'insediamento era circondato da proprie mura autonome. Il quartiere fu inglobato nella città vera e propria solo con la costruzione delle mura teodosiane, a eccezione della chiesa di Santa Maria, che rimase fuori dalla cinta muraria fino al 627, quando l'imperatore Eraclio I aggiunse un tratto di mura per includerla. All'epoca, data anche la sua vicinanza al nuovo palazzo imperiale (vedi sotto), la chiesa era diventata il più importante santuario mariano della città, nonché il luogo di culto più importante di Costantinopoli dopo la sola Santa Sofia. Nel 1347, l'imperatore Giovanni VI Cantacuzeno fu incoronato qui invece che nella cattedrale patriarcale.
A sud della chiesa, situato sul Settimo Colle della città, si ergeva il palazzo imperiale delle Blacherne, un complesso di vari edifici la cui costruzione ebbe inizio attorno al 500. Durante il periodo dei Comneni, divenne la residenza preferita degli imperatori, soppiantando il più antico Gran Palazzo nella parte orientale di Costantinopoli. Il palazzo delle Blacherne smise di essere la residenza imperiale sotto gli imperatori latini, che si stabilirono nel palazzo del Bucoleone, per poi tornare a esserlo sotto i Paleologi quando questi ristabilirono l'impero bizantino. Il palazzo del Porfirogenito (in turco Tekfur Sarayı) e la cosiddetta Prigione di Anemas sono oggi le due uniche strutture superstiti del palazzo delle Blacherne.
Dopo la caduta di Costantinopoli nel maggio 1453, i sultani ottomani stabilirono la propria residenza nel palazzo di Topkapı, fatto costruire sull'antica acropoli di Bisanzio, di fronte al sito originario del Gran Palazzo, all'epoca ormai ridotto in rovine, e il complesso delle Blacherne (ad eccezione del palazzo del Porfirogenito) cadde in disuso.
Durante il papato bizantino, la porzione dell'Aventino sovrastante il quartiere greco di Roma divenne nota come ad Balcernas o Blachernas.

## Oggi
Nella moderna Istanbul, l'area in cui si trovavano le Blacherne è oggi occupata dal quartiere noto come Ayvansaray (che in turco significa "palazzo alto", in riferimento all'oggi perduto palazzo delle Blacherne).
La fonte sacra, associata alla Vergine Maria, esiste ancora ed è visitabile; è oggi nota in turco come Ayazma, un nome derivante dal greco hagiasma (ἁγίασμα), che significa "acqua santa".